# Leucauge ilatele
Leucauge ilatele är en spindelart som beskrevs av Marples 1955. Leucauge ilatele ingår i släktet Leucauge och familjen käkspindlar.
Artens utbredningsområde är Samoa. Inga underarter finns listade i Catalogue of Life.